# 1792년 화폐법
1792년 화폐법(영어: Coinage Act of 1792, 조폐법으로도 알려져 있으며, 공식 명칭: An act establishing a mint, and regulating the Coins of the United States)은 미국 의회가 1792년 4월 2일에 통과시킨 법안으로, 미국 달러를 국가의 표준 통화 단위로 지정하고, 미국 조폐국을 설립하며, 미국 주화의 주조를 규제했다. 이 법은 은화를 미국의 통화 단위로 확립하고, 이를 법정 통화로 선언했으며, 미국 통화에 십진법 시스템을 도입했다.
이 법에 따라 조폐국은 미국의 워싱턴 D.C.에 위치해야 했다. 미국 조폐국의 초기 5인 임원은 국장, 감정관, 주조 책임자, 조각가, 그리고 미국 재무장관과는 다른 미국 재무관이었다. 이 법은 한 사람이 주조 책임자와 조각가의 기능을 수행할 수 있도록 허용했다. 감정관, 주조 책임자, 재무관은 재무장관에게 10,000달러의 보증금을 예치해야 했다.
이 법은 새로 만들어진 미국 달러를 널리 사용되던 스페인 은화의 가치에 고정시켰으며, "현재 통용되는 스페인 주화 달러와 동일한 가치"를 가지도록 명시했다.

## 역사
1792년 화폐법의 일부 조항은 시간이 지남에 따라 조정되었지만, 이 법에서 명시된 대부분의 규칙은 수십 년 동안 효력을 유지했다. 본질적으로 이 법은 이후 모든 주화 디자인 및 생산의 틀을 제공했다. 이 법은 자유를 상징하는 이미지와 "자유(Liberty)"라는 단어, 그리고 주조 연도를 요구했다. 또한 각 금화와 은화의 뒷면에는 독수리 형상이 있고, "UNITED STATES OF AMERICA"라는 문구가 새겨져야 한다고 명시했다. 구리 주화의 뒷면에는 1센트 또는 반센트와 같은 주화의 액면가가 표시되어야 한다. 이 법은 "이글(eagle)"이라 불리는 10달러 금화, "하프 이글(half eagle)"이라 불리는 5달러 금화, "쿼터 이글(quarter eagle)"이라 불리는 2.5달러 금화의 발행을 명시했다. 또한 이 법은 당시 미국의 수도였던 필라델피아에 조폐국 건물 건설을 승인했다. 이것은 미국 헌법에 따라 세워진 최초의 연방 건물이었다. 조폐국 국장 데이비드 리텐하우스는 7월 31일에 건물 주춧돌을 놓았다.

### 구리 주화 조항
1792년 5월 8일, 구리 주화 조항 [1 Stat. 283]이 조지 워싱턴 대통령에 의해 법으로 서명되었다. 이는 1787년의 푸기오 센트의 선례를 따라 구리 센트를 확립했으며, 오늘날의 1센트 주화는 여기서 유래한다. 이 법은 또한 "조폐국 국장은 구리 150톤을 초과하지 않는 양을 계약하고 구매할 권한이 있으며... 조폐국에서 센트와 하프 센트로 주조되어야 하고... 미합중국 재무부에 납부되어야 하며, 그곳에서 유통되어야 한다"고 규정했다. 또한, "센트와 하프 센트를 제외한 어떠한 구리 주화나 조각도 돈으로 통용되거나, 어떠한 빚, 요구, 청구, 사안 또는 물품의 지불로 지불되거나 지불을 제안받거나 수령되어서는 안 된다"고 명시했다. 또한 외국 구리 주화를 거래에서 고의로 통용시키거나 받으려다 적발된 사람은 압수당하고 모든 당사자에게 10달러의 벌금이 부과된다고 명시했다.

## 영향
상인들과 은행가들은 이전에 시행되던 불법 은 표준의 공개 때문에 은괴를 조폐국으로 가져오는 것을 꺼렸다. 1794년과 1795년에 생산된 은화는 주화의 공식 총중량(416 그레인)을 준수했지만, 1792년 4월 2일 조폐법에서 규정된 스페인 달러의 0.8924 순도 기준 대신 0.900 순도 기준을 사용했다. 주화의 총중량은 동일하게 유지되었지만 순도가 증가했기 때문에 각 주화에는 귀금속 함량이 초과되었다 (416 × 0.9 = 374.4 그레인; vs. 416 × 0.8924 = 371.2384 그레인; 따라서: 374.4 - 371.2384 = +3.1616 그레인). 그러나 주화의 가치는 액면가로 결정되었기 때문에 이 초과 귀금속은 본질적으로 낭비되었다. 이 관행의 가장 직접적인 영향은 예금주들이 받은 모든 달러에 대해 추가로 3.1616 그레인(0.205그램)의 은괴(거의 1% 추가; 3.1616 / 371.2384 = 0.8%)를 지불하게 되었다는 것이다. 이 사실이 널리 알려지자 1796년과 1797년에 조폐소로 가져오는 주괴 예금이 크게 줄었다.

## 권한 부여 및 자유 주조
이 법은 다음 주화의 생산을 승인했다:
| 이글           | $10.00 | 247+4⁄8 그레인 (16.04 g) 순금 또는 270 그레인 (17.5 g) 표준 금   |
| 하프 이글      | $5.00  | 123+6⁄8 그레인 (8.02 g) 순금 또는 135 그레인 (8.75 g) 표준 금    |
| 쿼터 이글      | $2.50  | 61+7⁄8 그레인 (4.01 g) 순금 또는 67+4⁄8 그레인 (4.37 g) 표준 금  |
| 달러 또는 유닛 | $1.00  | 371+4⁄16 그레인 (24.1 g) 순은 또는 416 그레인 (27.0 g) 표준 은   |
| 하프 달러      | $0.50  | 185+10⁄16 그레인 (12.0 g) 순은 또는 208 그레인 (13.5 g) 표준 은  |
| 쿼터 달러      | $0.25  | 92+13⁄16 그레인 (6.01 g) 순은 또는 104 그레인 (6.74 g) 표준 은   |
| 다임           | $0.10  | 37+2⁄16 그레인 (2.41 g) 순은 또는 41+3⁄5 그레인 (2.70 g) 표준 은 |
| 하프 다임      | $0.05  | 18+9⁄16 그레인 (1.20 g) 순은 또는 20+4⁄5 그레인 (1.35 g) 표준 은 |
| 센트 또는 페니 | $0.01  | 11 페니웨이트 (17.1 g)의 구리                                    |
| 하프 센트      | $0.005 | 5+1⁄2 페니웨이트 (8.55 g)의 구리                                 |

주화는 다음 표시를 포함해야 했다:
- 한 면에는 자유를 상징하는 형상과 "Liberty"라는 문구, 그리고 주조 연도가 새겨져야 했다.
- 금화와 은화의 뒷면에는 독수리 형상 또는 표현과 "UNITED STATES OF AMERICA"라는 문구가 새겨져야 했다.
- 구리 주화의 뒷면에는 액면가를 나타내는 문구가 새겨져야 했다.

자유의 이미지는 19세기 내내, 그리고 20세기 초반까지 미국 주화의 표준적인 부분이 되었다. 유럽 주화는 일반적으로 재위하는 군주의 초상화를 포함했지만, 우의적 인물이 아닌 실제 인물을 묘사하는 아이디어는 공화정인 미국에서는 용납될 수 없다고 여겨졌다. 미국 주화에 사용된 자유의 이미지는 일반적으로 당시 여성 미의 기준을 반영했으며, 시대 변화를 반영하기 위해 수십 년마다 재설계되었지만, 1837년부터 주화에 사용된 좌상 자유의 이미지는 반세기 이상 사용되었다. 에이브러햄 링컨 대통령 탄생 100주년을 기념하여 1909년에 발행된 링컨 센트가 되어서야 실제 인물이 미국 주화에 묘사되었다.
이 법은 금과 은의 비례 가치를 순은 15단위에 순금 1단위로 정의했다. 표준 금은 순금 11부에 은과 구리로 구성된 합금 1부로 정의되었다. 표준 은은 순은 1485부에 구리 합금 179부로 정의되었다. 이 법은 또한 달러를 미국의 "회계 화폐"로 지정했으며, 모든 연방 정부 회계는 달러, "다임", 센트, 그리고 "밀"(밀은 1센트의 10분의 1 또는 1달러의 1000분의 1)로 유지되어야 한다고 지시했다. 이 법에 따른 달러의 은 함량은 당시 영국 파운드 스털링의 은 함량의 5분의 1, 즉 4영국 실링과 거의 정확히 같았다.
14조에 따라, 누구든지 금 또는 은 주괴를 가져와 무료로 주화로 주조하거나 나중에 소액의 수수료를 내고 주조할 수 있었고, 즉시 동등한 가치의 주화로 교환할 수 있었다. 이 단락의 요약은 "사람들은 금과 은 주괴를 가져와 무료로 주화로 주조할 수 있다"고 명시한다.
품질 관리 조치가 시행되어, 주화를 생산하는 데 사용된 각 금 또는 은 덩어리에서 재무관이 세 개의 주화를 따로 보관했다. 매년 7월 마지막 월요일에 대법원장, 재무장관 및 감사관, 국무장관, 그리고 법무부 장관의 감독 하에 주화는 분석되어야 했고, 주화가 정해진 기준을 충족하지 못하면 해당 공무원은 직위에서 해고되었다. 이 회의는 나중에 미국 분석위원회로 공식화되어 1980년에 해체될 때까지 계속되었다.
이 법의 19조는 조폐국 공무원이나 직원들이 이 법으로 승인된 금화 또는 은화를 변조하거나 해당 주화용 금속을 횡령하는 경우 사형에 처하도록 규정했다. 이 조항은 이후 폐지되어 벌금과 최대 10년의 징역형으로 형량이 줄었지만, "미국 조폐국에서 주조되거나 발행된 금화 또는 은화"의 경우에는 계속 적용된다. (현재 미국 조폐국에서 주조되는 유일한 금화 또는 은화는 아메리칸 실버 이글과 아메리칸 골드 이글 주화, 샌프란시스코 조폐국에서 주조되는 일부 프루프 주화(예: 은 [[50주 쿼터|미국 주 쿼터]), 그리고 미국 기념 주화의 대부분이다.) 이 법의 다른 모든 조항은 1834년 화폐법이 은-금 중량 비율을 변경하면서 폐지되었다. 이후 미국 주화의 금속 양과 종류에 영향을 미치는 다양한 법률이 통과되었으며, 따라서 오늘날 미국 법규에는 "달러"라는 용어의 법적 정의가 존재하지 않는다. 현재 미국 주화 주조를 규제하는 법규는 미국 법전 제31편에서 찾을 수 있다.

## 같이 보기
- 1834년 화폐법
- 1849년 화폐법
- 1853년 화폐법
- 1857년 화폐법
- 1864년 화폐법
- 1873년 화폐법
- 1965년 화폐법
- 밀 (통화)

## 더 읽어보기
- Nussbaum, Arthur (November 1937). 《The Law of the Dollar》. 《Columbia Law Review》 37. 1057–1091쪽. doi:10.2307/1116782. JSTOR 1116782.
- Allen, Larry (2009). 《The Encyclopedia of Money》 2판. 샌타바버라, CA: ABC-CLIO. 74–76쪽. ISBN 978-1598842517.